# Palacio de la Baylía
El palacio de la Baylía (en valenciano: palau de la Batlia), conocido también como palacio de Jáudenes, se encuentra ubicado en la plaza de Manises número 1 de Valencia (España).

## Descripción
Es un monumento declarado Monumento Histórico Nacional que se encuentra en el corazón del núcleo histórico de la ciudad de Valencia (Comunidad Valenciana, España), muy cerca de la plaza de la Virgen y su catedral, rodeado de señoriales edificios, rehabilitados y dedicados a albergar varios organismos públicos. 
Su origen se remonta a los siglos XV-XVI, aunque estéticamente el estilo arquitectónico de su fachada corresponde al siglo XIX. En la actualidad, el palacio de la Baylía alberga la sede de la Diputación Provincial de Valencia.